# 1662 a tudományban
Az 1662. év a tudományban és technikában.

## Kémia
- Robert Boyle felfedezi a gáznyomás törvényét.

## Statisztika
- John Graunt közzéteszi az egyik első statisztikai elemzést (Natural and Political Observations Made upon the Bills of Mortality)

## Halálozások
- augusztus 19. - Blaise Pascal francia matematikus és filozófus (*1623)
- október 9. - Gérard Desargues, francia geometrikus (*1591)